# انسان سپرانن سیس
هومو سپرانن سیس یا 'انسان سپرانن سیس'، (به انگلیسی: Homo cepranensis) یکی نام در میان گونه‌های انسان است که تنها از روی سنگواره یک استخوان جمجمه‌ای کشف در ۱۹۹۴ شناخته می‌شود.
این سنگواره را ایتالو بودیدتو باستان شناس در ۸۹ کیلومتری جنوب شرقی رم در ایتالیا پیدا کرده و نام کوتاه آن را انسان سپرانو گذاشت.
سن سنگواره هومو سپراننسیس میان ۳۵۰۰۰۰ تا ۵۰۰۰۰۰ سال برآورده شد، سپس سن آن ۴۸۷۰۰۰ سال با دامنهٔ ۶۰۰۰+/- برآورد شد.